# 東北女子サッカーリーグ
東北女子サッカーリーグ（とうほくじょしサッカーリーグ）は、日本の東北地方の6県（青森県、岩手県、宮城県、秋田県、山形県、福島県）に所在する女子（第5種）登録チームが参加する女子サッカーリーグである。日本全国に9つある地域リーグのひとつであり、日本の女子サッカーリーグ編成において4～5部に相当する。2023年度より冠スポンサーにより、マイナビTHFA東北女子サッカーリーグの名称が用いられている。

## 概要
東北地域では長らくリーグ戦が開催されておらず、代替大会として東北6県のサッカー協会により選出された12チームによる東北女子サッカークラブ選手権大会が2011年まで開催されていた。
2018年、東北女子サッカーリーグプレ大会として、北東北（青森・岩手・秋田）6チーム、南東北（宮城・山形・福島）6チームがそれぞれ1回戦総当たりでリーグ戦を行い、各リーグの1位同士による優勝決定戦を行う方式で開催。2019年より前年と同様の方式で東北女子サッカーリーグが発足した。2020年は新型コロナウイルスの影響により開催中止となった。
2021年よりリーグを再編し、TOPリーグ8チーム、2部リーグ5チームの構成となり、東北地方全域でリーグが開催されるようになった。2023年より、2回戦総当たり制に移行した。
2024年よりU-15カテゴリーでもスタート。

## レギュレーション
4月から9月上旬にかけて2回戦総当たり制で開催される（2023年度）。試合時間は90分。
- TOPリーグ（8チーム）
- 2部リーグ（6チーム）

TOPリーグ上位4チームは、皇后杯東北大会の出場権を得る。

### 昇格・降格について
- TOPリーグ8位は自動降格、2部リーグ1位は自動昇格。
- 2部リーグ6位は自動降格。
- 2部リーグ5位と2部参入戦勝者によるプレーオフを行う。

昇降格に関しては、リーグ全体の実施状況を確認しながら東北女子委員会で協議し決定する。

## 参加クラブ（2025年）

### TOPリーグ
| クラブ名                     | ホームタウン | 設立年 | 備考       |
| ---------------------------- | ------------ | ------ | ---------- |
| マイナビ仙台レディースユース | 宮城県仙台市 | 2019   | 公式サイト |
| 常盤木学園高校               | 宮城県仙台市 | 1995   | 参考サイト |
| 尚志高校                     | 福島県郡山市 | 2019   | 公式サイト |
| 聖和学園高校                 | 宮城県仙台市 | 1985   | 公式サイト |
| 仙台大学                     | 宮城県柴田郡 |        | 公式サイト |
| 仙台大学附属明成高校         | 宮城県仙台市 | 1995   | 公式サイト |
| 専修大学北上高校             | 岩手県北上市 | 1994   | 公式サイト |
| 八戸学院大学                 | 青森県八戸市 | 2014   | 公式サイト |

### 2部リーグ
| クラブ名                        | ホームタウン | 設立年 | 備考       |
| ------------------------------- | ------------ | ------ | ---------- |
| 八戸学院光星高校                | 青森県八戸市 | 2019   | 公式サイト |
| JFAアカデミー福島               | 福島県双葉郡 | 2006   | 公式サイト |
| ノースアジア大学明桜高校        | 秋田県秋田市 | 2012   | 公式サイト |
| 仙台育英学園高校                | 宮城県仙台市 |        | 公式サイト |
| 奥州ユナイテッドFC・プリンセス  | 岩手県奥州市 |        | 公式サイト |
| FCゼブラレディース岩手          | 岩手県岩手郡 | 1988   | 公式サイト |
| 鶴岡東高校                      | 山形県鶴岡市 | 1985   | 公式サイト |
| マイナビ仙台レディースユース2nd | 宮城県仙台市 |        | 公式サイト |

### U-15
| クラブ名                             | ホームタウン | 設立年 | 備考       |
| ------------------------------------ | ------------ | ------ | ---------- |
| マイナビ仙台レディースジュニアユース | 宮城県仙台市 | 2014   | 公式サイト |
| FCみやぎ                             | 宮城県仙台市 | 2011   | 公式サイト |
| FCゼブラレディース岩手・メニーナ     | 岩手県岩手郡 |        | 公式サイト |
| リベロ弘前SCフィオーレ               | 青森県弘前市 |        | 公式サイト |
| TRIAS七戸SCディオサ                  | 青森県上北郡 |        |            |
| Craque JFC                           | 山形県南陽市 | 2020   | 公式サイト |

出典：2025シーズンの参加チーム

## 過去の参加クラブ
- 常盤木学園高校セカンド（2018 - 2020）
- FC BLOOM（2018 - 2020）
- SHRINE.L.FC（2021）
- 秋田L.F.C.（2018 - 2022）
- ふたば未来学園高校（2019 - 2022）
- 東北公益文科大学（2018 - 2023）
- 桜の聖母学院高校（2022 - 2024）

## 優勝クラブ
| 年度 | 1部                                    | 2部                                    |
| ---- | -------------------------------------- | -------------------------------------- |
| 2018 | 八戸学院大学                           | -                                      |
| 2019 | 仙台大学                               | -                                      |
| 2020 | 新型コロナウイルスの影響により開催中止 | 新型コロナウイルスの影響により開催中止 |
| 2021 | 常盤木学園高校                         | 尚志高校                               |
| 2022 | 聖和学園高校                           | 仙台大学附属明成高校                   |
| 2023 | 常盤木学園高校                         | 八戸学院光星高校                       |
| 2024 | マイナビ仙台レディースユース           | 八戸学院大学                           |

出典：東北女子サッカーリーグ 過去の結果